# Basilikum
Basilikum (Ocimum basilicum) er en plante, der er almindeligt anvendt som krydderurt. Hele planten indeholder æterisk olie (metylchavicol, kineol og linalool) og garvestoffer. Dette giver den en kraftigt krydret duft hen i retning af nellike.

## Beskrivelse
Basilikum har en firkantet, skør og opret stængel. Bladene er modsatte, langstilkede og ovale. Randen er hel eller svagt tandet. Oversiden er glat (eller i visse tilfælde: let kruset) og mørkegrøn, mens undersiden er lysegrøn. Blomstringen sker sidst på sommeren, hvor de små, lyserøde blomster sidder i kranse ved spidsen af skuddet. Frøene modner sjældent i Danmark.
Rodnettet er svagt og kun lidt forgrenet. 
Højde x bredde og årlig tilvækst: 0,40 x 0,25 m (40 x 25 cm/år).

## Hjemsted
Basilikum stammer – formentlig – fra Sydøstasien og nåede via Indien og Iran til Europa i det 16. århundrede. Den optræder som pionerplante i tropisk og subtropisk klima med kraftig regn på udyrket jord, ruderater, og langs vejkanter i højder fra 0-1000 m over havet.

## Anvendelse
Den bruges ofte som krydderurt i det italienske køkken (meget velegnet sammen med pasta, tomat, ost, osv.). Basilikum har en gennemtrængende og karakteristisk duft.

## Varianter
Basilikum findes i flere forskellige typer, med forskellig smag. Der er thai (lidt krydret i smagen), lemon (svag citrussmag), kanel (svag smag af kanel), rød (som den almindelige, bare med røde blade) og så den almindelige

## Dyrkning til hjemmebrug
Basilikum kan købes både som frø og hele planter i diverse supermarkeder (typisk pris omkring 15 kr for en plante). I syden er det en flerårig plante, men den kan i norden kun overleve en enkelt sommer udendørs. Dog kan den stå indendørs om vinteren og så tages ud om sommeren, og på den måde holde flere år. Når den købes skal den straks deles i 3-4 dele og herefter ompottes, sådan at den får rigeligt jord at boltre sig i. Den skal stå i et sydvendt vindue og den skal vandes tit. Den må ikke få for lidt, da den så visner, og heller ikke meget, da den så rådner. 